# Dodola

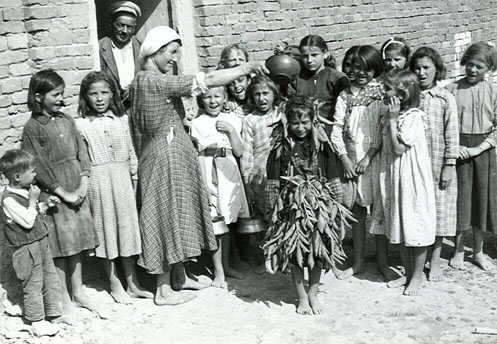
Regenzeremonie Paparuda in Bulgarien, 1950er Jahre

Dodola (auch Doda, Dudulya und Didilya) ist eine Regengöttin in der slawischen Mythologie.
Die slawische Regengöttin Dodola ist Ehegattin des Obergottes Perun (ein Donnergott). Die Slawen glaubten, dass es regnet, wenn Dodol ihre himmlischen Kühe (die Wolken) melkt. Jeden Frühling, sagt man, fliegt Dodola über Wälder und Wiesen, um Frühlingsgrün zu verbreiten und die Bäume mit Blüten zu schmücken.
Der Name Dodola kann mit dem litauischen Wort für Donner (dundulis) in Verbindung gebracht werden, ebenso der Name Perun mit dem baltischen Wettergott Pērkons. Möglicherweise besteht auch eine Verbindung zum griechischen Orakel Dodona, in dem Zeus ungewöhnlicherweise als Wettergott verehrt wurde.

## Ritual
Kroatische und serbische Slawen veranstalteten die Dodole-Zeremonie, die in Bulgarien Paparuda heißt, in Zeiten von Dürre, in der sie die Göttin verehrten und um Regen beteten. Während des Rituals sangen junge Frauen bestimmte Lieder für Dodola, verbunden mit einem Tanz, für den sie in Blätter und Zweige gekleidet waren. Heutzutage wird dieses Ritual noch von Folkloregruppen praktiziert.
In der Tradition von Turopolje werden am Jurjevo-Tag die fünf schönsten Mädchen ausgewählt, um Dodola-Göttinnen in Blätterkleidern darzustellen und bis zum Ende des Feiertages Lieder für das Dorf zu singen. Möglicherweise besteht ein Zusammenhang mit der sorbischen Tradition von Ostergesängen, wie sie z. B. in der Krabat-Geschichte vorkommen.

## Liedtext
Serbischer Ritualgesang, gesungen von Jugendlichen, die während der trockenen Sommermonate durch das Dorf ziehen.
Naša dodo Boga moli,

Da orosi sitna kiša,

Oj, dodo, oj dodole!

Mi idemo preko sela,

A kišica preko polja,

Oj, dodo, oj, dodole!
Das älteste Zeugnis für Dodole-Riten in Nordmazedonien ist das Lied Oj Ljule aus der Region Struga, aufgezeichnet im Jahr 1861.
| Mazedonisch Отлетала преперуга, ој љуле, ој! От орача на орача, От копача на копача, От режача на режача; Да заросит ситна роса Ситна роса берикетна И по поле и по море; Да се родит с' берикет С' берикет винo-жито; Чеинците до гредите, Јачмените до стреите, Леноите до пojacи, Уроите до колена; Да се ранет сиромаси. Дрвете не со осито, Да је ситна година; Дрвете не со ошница, Да је полна кошница; Дрвете не со јамаче, Да је тучна година. | Lat. Transliteration Otletala preperuga, oj ljule, oj! Ot oracha na oracha, Ot kopacha na kopacha, Ot rezhacha na rezhacha; Da zarosit sitna rosa Sitna rosa beriketna I po pole i po more; Da se rodit s' beriket S' beriket vino-zhito; Cheincite do gredite, Jachmenite do streite, Lenoite do pojasi, Uroite do kolena; Da se ranet siromasi. Drvete ne so osito, Da je sita godina; Drvete ne so oshnica, Da ja polna koshnica; Drvete ne so jamache, Da je tuchna godina. |

„ој љуле, ој!“ wird in jedem Vers wiederholt.
Die Dodole-Rituale wurden in Nordmazedonien aktiv bis in die 1960er Jahre praktiziert.